# 大分県立鶴崎工業高等学校
大分県立鶴崎工業高等学校（おおいたけんりつつるさきこうぎょうこうとうがっこう）は、大分県大分市に所在する公立の工業高等学校。

## 設置学科
- 機械科
- 電気科
- 建築科
- 化学工学科
- 産業デザイン科

## 沿革

### 年表
- 1906年 鶴崎町（のちの鶴崎市→大分市）内に私立工業徒弟養成所を設立。
- 1915年 大分郡に移管し、大分郡立工業徒弟養成所に改称。
- 1923年 大分県に移管し、大分県立工業学校鶴崎分校に改称。
- 1931年 大分県立工業学校から分離し、大分県立鶴崎工業学校に改称。
- 1948年 学制改革により大分県立鶴崎中学校および大分県鶴崎高等女学校と統合し、大分県立鶴崎高等学校（現・大分県立大分鶴崎高等学校）を新設。学科は全日制普通科・工業科、定時制。
- 1961年 大分県立鶴崎高等学校工業科を分離し、大分県立鶴崎工業高等学校を設立。
- 1962年 現在地に移転。

## 通学手段
最寄駅：
- JR日豊本線鶴崎駅

## 出身有名人
- 吉田忠智（元参議院議員）
- 古手川祐子（女優）
- 奥永美香（陸上競技長距離走・マラソン選手）
- 藤沢哲也（元プロ野球選手）
- 小石博孝（元プロ野球選手）
- 清武功暉（サッカー選手）
- 竹石尚人（元陸上競技長距離走選手・青山学院大学陸上競技部所属 2021年4月 静岡朝日テレビ就職）